# Jatka (kniha, Ethan Gutmann)

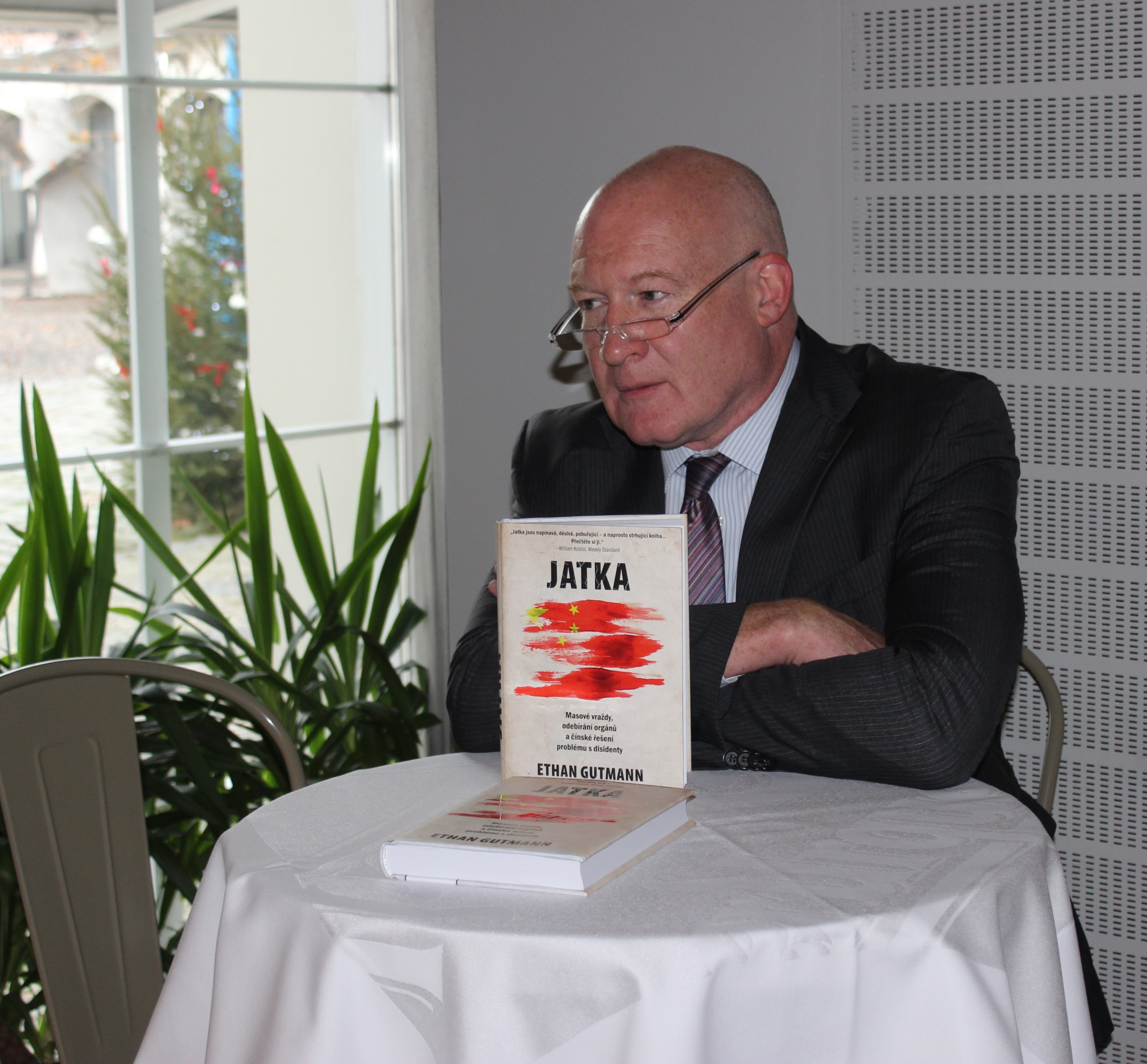
Ethan Gutmann se svou knihou Jatka

Jatka, plným názvem Jatka: Masové vraždy, odebírání orgánů a čínské řešení problému s disidenty, je kniha amerického publicisty, novináře a spisovatele Ethana Gutmanna.

## Obsah knihy
Dílo patří do kategorie populárně-naučné literatury. Poskytuje zákulisní pohled do světa čínské transplantologie a jejího napojení na pracovní tábory a zadržovací střediska. Čínští lékaři používají podle knihy k transplantacím orgánů zadržované disidenty z řad Fa-lun-kungu, Tibeťanů, Ujgurů a domácích křesťanů. Gutmann v knize také rozebírá vznik a růst Fa-lun-kungu v Číně a jeho následné pronásledování komunistickým režimem, jakož i důvody, které k perzekuci vedly, vznikl sledovacího systému čínské vlády Zlatý štít nebo vytvoření softwaru pro obcházení internetové cenzury, jehož tvůrci jsou programátoři z Fa-lun-kungu.
Na pozadí nehumánního pronásledování v Číně sestavil Gutmann poutavou, leč drastickou mozaiku osudů osob zmítaných v odvěkém historickém střetu mezi absolutní mocí státu a svobodnou vůli jeho občanů.
Kniha Jatka je založena na výzkumu v terénu. Vznikala sedm let. Gutmann v průběhů práce na knize vyzpovídal přes 100 svědků z řad disidentů, lékařů, policistů či správců pracovních táborů. Podle něj zemřelo jen v letech 2000–2008 pro své orgány přes 60 tisíc lidí nepohodlných čínskému režimu.

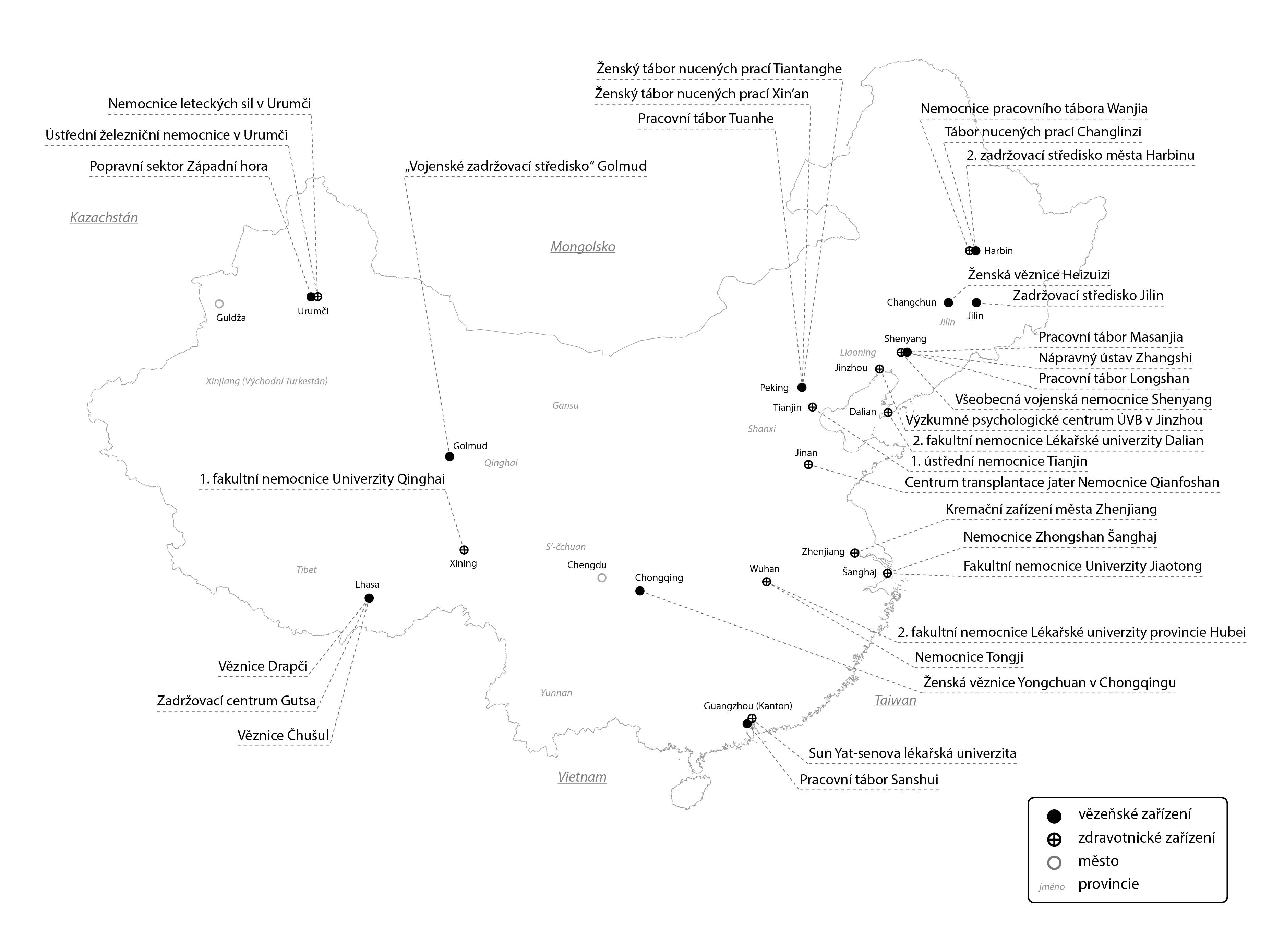
Místa v Číně, kde podle knihy Jatka docházelo či dochází k odebírání orgánů živým vězňům svědomí. Autor Olli Törmä. Přeloženo a uploadováno se svolením autora.

K nedobrovolnému odebírání orgánů politickým vězňům došlo podle Gutmannova pátrání poprvé v Sin-ťiangu na severovýchodě Číny. S eskalací násilné kampaně proti obrovskému množství stoupenců duchovního hnutí Fa-lun-kung se pozornost lékařů a státních složek bezpečnosti přesunula na tuto skupinu. Gutmann uvádí, že „členové Fa-lun-kungu nepijí, nekouří, žijí velmi střídmě a zdravě, takže jsou jako „dárci“ orgánů obzvláště vhodní.
V anglickém originále vyšla kniha pod názvem The Slaughter v srpnu 2014. V češtině byla publikována nakladatelstvím Cpress  Archivováno 25. 2. 2017 na Wayback Machine. v listopadu 2015 pod ISBN 9788026408932. Jde o druhou Gutmannovu knihu. Do češtiny přeložili Ondřej Horecký a Jana Skovajsová.

### Kapitoly
Kniha má 10 kapitol s těmito názvy: Xinjiangská procedura, Pokojné království, Stalo se na ulici Fuyou, Sníh, Události na Dračí hoře, Naživu v rozbouřeném moři, Na tenkých vlnách, Bezejmenní, Orgány státu, Noc v muzeu.
Gutmann napsal pro české vydání Slovo autora k českým a slovenským čtenářům, kde zmiňuje svůj předchozí pobyt v Praze a Bratislavě a hovoří o rozdílech v uvažování Čechů a Slováků oproti západním zemím..

### Název knihy
Proč se kniha jmenuje Jatka? Ethan Gutmann to vysvětluje na promo videu ke své knize slovy: "Jmenuje se Jatka, protože tito lidé – Ujguři, Fa-lun-kung, těhotné ženy z Fa-lun-kungu – ani žádný formulář k podepsání nedostanou. Není tam žádný formulář, kde napíšete svůj souhlas: „Chci darovat své orgány státu,“ jako výraz poslední vůle. Zachází se s nimi jako se zvířaty. Jsou poráženi jako zvířata a to je i jádrem této knihy.

## Křest v Praze

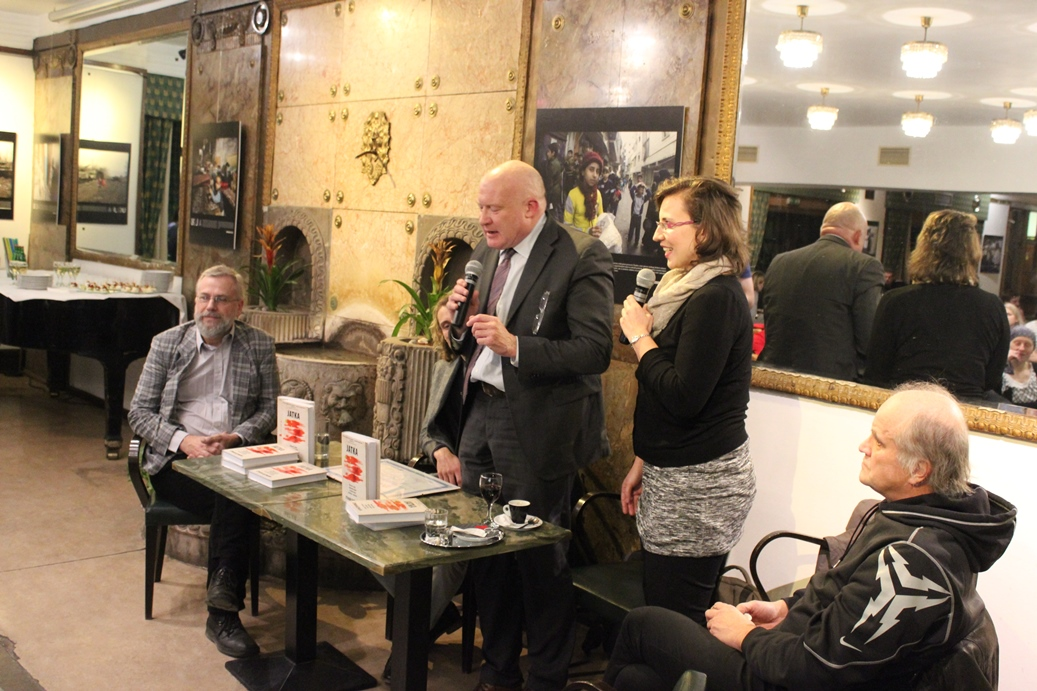
Křest knihy Jatka v baru Lucerny.

Ethan Gutmann svou knihu pokřtil 12. ledna 2016 v baru kina Lucerna v Praze. České publikum má podle Gutmanna "vysoce vyvinutý smysl pro tragédii." Kmotry díla se stali bioetik a filozof Jan Payne a Michael Kocáb. Jatka podle Kocába "pomáhají rozkrývat jednu z temných, tabuizovaných a vlastně jakoby neviditelných kapitol násilí proti člověku.“ Jan Payne na svém blogu napsal, že "překlad do češtiny a současné vydání této práce je obzvlášť cenné – snad alespoň někoho inspiruje k tomu, aby se trochu připodobnil těmto osobním, upřímným a statečným postojům plným lásky."